# بفراجرد
بفراجرد نام روستایی از توابع استان اردبیل ،بخش مرکزی شهرستان خلخال است که در دهستان خانندبیل شرقی قرار دارد.

## جمعیت
بر اساس سرشماری سال ۱۳۹۵ جمعیت این روستا ۱۱۳۸ نفر با ۲۵۷ خانوار بوده‌است.

## مقدمه
روستای بفراجرد یا واهراوارد و برخی نیز با تلفظ واراوارد ، واراباد نیز از ان یاد میکنند. این روستا در هفده کیلومتری و قسمت جنوبی شهرستان خلخال(هرو اباد) قرار گرفته است. همچنین در گوگل ارث علاوه بر نام بفراجرد از کلمه وارث اباد نیز استفاده شده است که این موضوع اشتباه است.
برای سفر کردن به روستای بفراجرد از شهرستان خلخال باید به سمت جنوب حرکت کرد و در جاده اسالم به خلخال حرکت نمود بعد از طی حدودا دو کیلومتر تقاطعی در روستای خوجین است . با توجه به تابلوی سد بفراجرد به سمت مسیر بفراجردحرکت میکنیم بعد از طی حدودا پنج کیلومتر به روستای طولاش میرسیم. بعد از روستای طولاش تقریبا ده کیلومتر دیگر تا بفراجرد باقیست .
روستای بفراجرد از ناحیه شمالی با روستا های خانقاه بفراجرد، طولاش و آل هاشم هم مرز است. همچنین از قسمت شرقی با روستای خمس، از ناحیه جنوبی با روستای میانرودان و سوسهاب و از ناحیه غربی با روستای کلی هم مرز میباشد.قدمت محل کنونی بفراجرد بیش از 400 سال است. طبق نقل افراد قدیمی و با توجه به اثار باقی مانده در نواحی مختلف روستا از قبیل قبرستانهای قدیمی پیشینه روستا بیش از هزار سال است.اب و هوای روستا در فصول پاییز و زمستان بسیار سرد و تقریبا سرد ترین و پر بارش ترین نقطه خلخال است ، اما در فصول بهار و تابستان این منطقه دارای اب و هوای بسیار مطبوعی است که گردشگران زیادی نیز از این منطقه دیدن میکنند . البته به دلیل کمبود امکانات رفاهی موضوع گردشگری در منطقه خلخال رونق زیادی ندارد.

## آب و هوا
روستای بفراجرد در تابستانهای گرم، آب و هوای بسیار خنک و دلپذیری دارد . دشتهای سر سبز چشمه های پر آب و کوه های زیبا این روستا را با سایر نقاط خلخال متمایز کرده است. همچنین از این روستا تا قله آق داغ راه زیادی نیست.